# Hylaeus annulatus
Hylaeus annulatus (лат.) — вид одиночных пчел рода Hylaeus из семейства Colletidae. Северная Евразия и Северная Америка.

## Распространение
Широко распространённый в Голарктике вид: от Испании и Северной Европы до Чукотки и Дальнего Востока. В Неарктике от Аляски до Новой Шотландии и на юг до Мексики. В России повсеместно: европейская часть, Западная и Восточная Сибирь, Забайкалье, Дальний Восток, включая Якутию, Магадан, Сахалин и Курильские острова.

## Описание
Мелкие одиночные почти неопушенные пчёлы, длина 6—7 мм; тело чёрного цвета с белым или жёлтым рисунком на голове, груди и ногах. Гнездятся в сухих ветвях, пыльцу переносят в зобике, так как не имеют специального пыльцесобирательного аппарата. Отличаются расширяющимся к вершине (почти вдвое) скапусом усиков.